# 正親町季俊
正親町 季俊（おおぎまち すえとし）は、江戸時代初期の公家。

## 経歴
正親町季秀（従一位権大納言）の次男。母は烏丸光康（権大納言）の娘。はじめ兄の正親町季康が、跡継ぎだったが、父に先立って横死したため、かわって嫡男となった。慶長14年（1609年）に従五位下に叙任して元服。翌年に侍従となり、さらに慶長17年（1612年）には従五位上右近衛少将となり、元和3年（1617年）には従四位上右近衛中将・蔵人となった。元和9年（1623年）に正四位上参議となり、公卿に列するが、まもなく薨去。

## 系譜
- 父：正親町季秀
- 母：烏丸光康の娘
- 妻：木村勝盛の娘
  - 男子：正親町実豊（1620-1703）
  - 女子：岡崎宣持室